# 人民英雄 (电影)
《人民英雄》是1987年上映的香港電影，為爾冬陞執導的第二部作品，由狄龍、梁朝偉、梁家輝、金燕玲、秦沛主演，改編自1975年由薛尼·盧密執導的美國電影《黃金萬兩》。本片榮獲第7屆香港電影金像獎最佳男配角（梁朝偉）及最佳女配角（金燕玲），為梁朝偉的第一座金像獎。而前一年憑《英雄本色》獲封金馬影帝的狄龍也憑本片再度入圍競逐金馬獎最佳男主角。

## 劇情簡介
1982年6月26日（星期六），青年阿細（梁朝偉 飾）與奀仔（黃斌 飾）因欠債而冒險打劫荃灣眾安街寶隆銀行，在行動時因過分慌張而被困在銀行裏，遂挾持人質與警方對峙。不料通緝犯古向陽（狄龍 飾）亦在銀行內，他持槍控制了整個場面，要求警方配合他的逃亡條件。不料他的女友阿萍（金燕玲 飾）卻不肯走……

## 人物角色
| 演員                            | 角色                 | 粵語配音 | 備註             |
| ------------------------------- | -------------------- | -------- | ---------------- |
| 狄龍                            | 古向陽               | 朱子聰   | 通緝犯           |
| 梁朝偉                          | 阿細                 | 梁朝偉   | 小劫匪           |
| 梁家輝                          | 陳Sir                | 張炳強   | 重案組第二組組長 |
| 金燕玲                          | 阿萍                 | 曾慶珏   | 古向陽的女友     |
| 秦沛                            | 張Sir                | 秦沛     | 重案組總部警官   |
| 黃斌                            | 王偉欣（奀仔）       |          | 阿細的搭檔       |
| 林保怡                          | K. W. Poon           | 張炳強   | 銀行職員         |
| 莫潔玲                          | 銀行女職員           | 何錦華   |                  |
| 田青                            | 銀行經理             | 盧傑     |                  |
| 文逊·艾哈迈德 （Mansook Ahmed） | 文遜                 |          | 銀行警衛         |
| 何佩兒 （開心少女組）           | 女學生               |          |                  |
| 黎少芳                          | 女學生的媽媽         | 盧素娟   |                  |
| 江道海                          | 小混混顧客           | 鄧榮銾   |                  |
| 葉榮祖                          | 有心臟病的顧客       |          |                  |
| 李嘉茜                          | 有心臟病的顧客的老婆 |          |                  |
| 曾建明                          | 無綫電視新聞部記者   | 陳永信   |                  |
| 曾守明                          | 飛虎隊成員           |          |                  |

## 獎項
| 年份 | 頒獎典禮            | 獎項       | 名字   | 結果 |
| ---- | ------------------- | ---------- | ------ | ---- |
| 1988 | 第7屆香港電影金像獎 | 最佳男配角 | 梁朝偉 | 獲獎 |
| 1988 | 第7屆香港電影金像獎 | 最佳男配角 | 黃斌   | 提名 |
| 1988 | 第7屆香港電影金像獎 | 最佳女配角 | 金燕玲 | 獲獎 |
| 1988 | 第25屆金馬獎        | 最佳男主角 | 狄龍   | 提名 |
| 1988 | 第25屆金馬獎        | 最佳女配角 | 金燕玲 | 提名 |

## 外部連結
- 香港影庫上《人民英雄》的資料（繁體中文）
- 開眼電影網上《銀行風雲》的資料（繁體中文）
- 豆瓣电影上《人民英雄》的資料 （简体中文）
- 时光网上《人民英雄》的資料（简体中文）
- AllMovie上《人民英雄》的资料（英文）
- 爛番茄上《人民英雄》的資料（英文）
- 互联网电影数据库（IMDb）上《人民英雄》的资料（英文）